# Betty Nuthall
Betty Kay Nuthall, zamężna Shoemaker (ur. 23 maja 1911 w Surbiton, zm. 8 listopada 1983 w Nowym Jorku) – brytyjska tenisistka, zwyciężczyni dziewięciu turniejów wielkoszlemowych w grze pojedynczej, podwójnej i mieszanej, w tym mistrzostw USA w singlu.

## Kariera tenisowa
Do tenisa zachęcił ją ojciec, kiedy miała 7 lat. Wcześnie rozpoczęła starty turniejowe, zyskując popularność w Wielkiej Brytanii. Jako 14-latka doszła do ćwierćfinału mistrzostw Wielkiej Brytanii na kortach twardych, a w 1927 wygrała tę imprezę. W tym samym roku wzbudziła sensację na mistrzostwach USA, dochodząc do finału. Decydujący mecz przegrała z Amerykanką Helen Wills, ale przypadł jej tytuł najmłodszej finalistki turnieju w historii (była dokładnie w tym samym wieku co finalistka z 1892 Elisabeth Moore). Nuthall i Moore pozostały wspólnie rekordzistkami aż do 1978, kiedy do finału mistrzostw USA – wówczas już US Open – doszła Pam Shriver.
W 1928 doszła do ćwierćfinału Wimbledonu, eliminując m.in. słynną Amerykankę pochodzenia norweskiego Mollę Mallory, a przegrywając z Joan Fry. W 1930 przeniosła się na stałe do USA. W tym samym roku jako pierwsza zawodniczka spoza Ameryki od czasu Irlandki Mabel Cahill (1892) odniosła zwycięstwo na mistrzostwach USA, pokonując dwie najwyżej rozstawione rywalki – Midge Morrill i w finale Annę McCune Harper. Kolejny triumf Brytyjki w tej imprezie nastąpił dopiero w 1968, kiedy wygrała Virginia Wade. Broniąc tytułu w 1931 Nuthall doszła do półfinału, w którym uległa rodaczce Eileen Whitingstall. Ponownie była w półfinale mistrzostw USA w 1933, przegrywając z Helen Wills Moody.
W 1931 Nuthall doszła do finału mistrzostw Francji, pokonując m.in. Helen Jacobs i Hilde Krahwinkel. W decydującym meczu nie sprostała Niemce Cilly Aussem, ale udało się jej triumfować w mikście, w parze z Patrickiem Spence z RPA, oraz w deblu z Eileen Whitingstall. W grze mieszanej triumfowała w mistrzostwach Francji także w 1932 (z Fredem Perrym), a rok później przegrała dopiero w finale (także z Perrym musiała uznać wyższość Margaret Scriven i Jacka Crawforda). Pięciokrotnie wygrywała mistrzostwa USA w grach podwójnych, nie udało się jej natomiast nigdy triumfować w turnieju wimbledońskim.
Pięciokrotnie znalazła się w zestawieniu rankingowym najlepszych zawodniczek świata, prowadzonym przez „Daily Telegraph” (1927, 1929, 1930, 1931, 1933), najwyżej w 1929 – na 4. miejscu. Wystąpiła w ośmiu meczach o Puchar Wightman, już w debiucie w 1927 pokonując Helen Jacobs. Jedynie w 1928 trofeum przypadło Brytyjkom, w pozostałych meczach górą były Amerykanki (Nuthall zabrakło w składzie zwycięskiej ekipy brytyjskiej z 1930).
W 1977 Betty Nuthall została wpisana do Międzynarodowej Tenisowej Galerii Sławy. Brytyjka preferowała tenis z głębi kortu, a jej popisowym zagraniem był silny forhend. Pierwsze sukcesy (w tym finał mistrzostw USA w 1927) odnosiła bez prawidłowego serwisu.

## Osiągnięcia w turniejach wielkoszlemowych
- mistrzostwa Francji
  - gra pojedyncza – finał 1931
  - gra podwójna – wygrana 1931, finał 1932 (oba z Eileen Whitingstall)
  - gra mieszana – wygrane 1931 (z Patrickiem Spence), 1932, finał 1933 (oba z Fredem Perrym)
- mistrzostwa USA
  - gra pojedyncza – wygrana 1930, finał 1927
  - gra podwójna – wygrane 1930 (z Sarah Palfrey), 1931 (z Eileen Whitingstall), 1933 (z Fredą James), finał 1927 (z Joan Fry)
  - gra mieszana – wygrane 1929, 1931 (obie z George Lottem)

### Finały singlowe w turniejach wielkoszlemowych
- mistrzostwa USA 1927 – 1:6, 4:6 z Helen Wills
- mistrzostwa USA 1930 – 6:4, 6:1 z Anną McCune Harper
- mistrzostwa Francji 1931 – 6:8, 1:6 z Cilly Aussem